# دينا موسوي
دينا موسوي وهي ممثلة و مذيعة عراقية أوكرانية مستقرة حاليا في لندن في المملكة المتحدة، هي من أب عراقي وأم أوكرانية، نمت في بغداد وفي سنة 1986 سافرت مع عائلتها إلى برادفورد في إنجلترا وذلك هربا من خطر الحرب العراقية الإيرانية، ظهرت دينا في عدة مسلسلات بريطانية منها كورونايشن ستريت ودالزييل و باسكو وكولد فيت وكينج أوف بوليوود.

## روابط خارجية
- دينا موسوي على موقع IMDb (الإنجليزية)